# Commissie-Cals-Donner
De Staatscommissie van advies inzake de Grondwet en de Kieswet, in de wandeling de (staats)commissie-Cals-Donner genoemd, werd op 26 augustus 1967 ingesteld door het kabinet-De Jong.

## Achtergrond
Op 29 maart 1971 adviseerde deze Staatscommissie onder leiding van de voormalige premier Jo Cals in opdracht van het kabinet-De Jong over een mogelijke grondwetsherziening. De Commissie ging vooral in op het tweekamerstelsel en op de taak en plaats van de Eerste Kamer in het wetgevend proces.
De commissie besteedde ook aandacht aan de mogelijkheid om corporatieve elementen een rol te laten spelen bij het samenstellen van de Eerste Kamer. Bij de bespreking van de voorstellen van Cals en Donner in het parlement werd daarover niet gesproken.
In het eindrapport van de Staatscommissie van advies inzake de Grondwet en de Kieswet waren ook minderheidsstandpunten opgenomen. De meerderheid van de leden van deze commissie stelde voor de Eerste Kamer net als de Tweede Kamer direct door de kiezer te laten aanwijzen. Verder meende de Staatscommissie dat de Eerste Kamer zich in het vervolg, net als het Britse Hogerhuis, niet over de vaststelling van Begrotingswetten uit mocht spreken. Cals en Donner stelden voor de tweede en definitieve lezing van Grondwetswijzigingen over te brengen naar de Verenigde Vergadering. De Eerste Kamer zou, volgens de voorstellen van de commissie-Cals/Donner, wat haar wijze van samenstelling betreft een doublure van de Tweede Kamer worden, waarbij de bevoegdheden van de Senatoren zouden worden ingeperkt. 
De meerderheid van de commissie sprak zich uit voor handhaving van de Eerste Kamer, een minderheid (alle PvdA-leden, Gruijters van D'66 en de KVP'ers Cals en Meuwissen) was voor afschaffing.
De meerderheid meende dat een revisiemogelijkheid van groot belang was. Daarbij werd onder meer overwogen dat een minister niet lichtzinnig met amendering akkoord zou gaan in de wetenschap dat hij het amendement nog in de Eerste Kamer moest verdedigen.
Drie PvdA-leden adviseerden het "Bataafs-Noorse" stelsel in te voeren, waarbij de leden van de Tweede Kamer de leden van de Eerste Kamer uit hun midden zouden kiezen.
De overige leden kozen voor handhaving van het kiesstelsel voor de Eerste Kamer, al zou de zittingsduur vier in plaats van zes jaar dienen te zijn. Het periodieke aftreden van een derde deel van de senatoren en de iedere twee jaar plaatsvindende verkiezingen door de Provinciale Staten daarmee komen te vervallen.
De Staatscommissie sprak zich unaniem uit voor rechtstreekse verkiezing van de Eerste Kamer.
Met uitzondering van één lid (de heer Jeukens) stelde de Staatscommissie voor de Eerste Kamer, net als het Britse Hogerhuis, het budgetrecht te ontnemen. Een terugzendingsrecht, het terugsturen van afgewezen wetten naar de Tweede Kamer ter heroverweging werd unaniem afgewezen.
De uiteindelijke resultaten van de Staatscommissie waren beperkt. In 1983 kwam wel een algehele herziening van de Grondwet tot stand, maar daarin was geen sprake van staatkundige vernieuwing.

## Adviezen
De Staatscommissie adviseerde over de volgende onderwerpen.
- De gekozen minister-president
- Het districtenstelsel
- Het tweekamerstelsel
- Het referendum en het volksinitiatief
- De sociale grondrechten en
- De procedure voor Grondwetsherziening
- De Eerste Kamer
- De  gekozen formateur
- Het Beperkt districtenstelsel
- Het Wetgevingsreferendum en het volksinitiatief
- De  herziening van de Grondwet

## De leden van de staatscommissie
De meeste leden waren op grond van hun politieke kleur aangewezen. De oppositie was daarbij ondervertegenwoordigd. Van CPN, PSP, SGP, Boerenpartij, de nieuwe Nederlandse Middenstandspartij en het pas opgerichte DS'70 waren geen leden aangewezen. Slechts een van de leden was partijloos. Zoals in die tijd nog gebruikelijk, was er maar één vrouwelijk lid.
- Jo Cals, oud-premier en oud-minister van Onderwijs, lid van de KVP
- André Donner was hoogleraar aan de Vrije Universiteit en daarna rechter in het Europese Hof van Justitie.
- M. Albrecht, ondernemer, lid van de PvdA
- Nico Cramer, oud-parlementair journalist, lector, lid van de PvdA
- Hans Daudt, hoogleraar, lid van de PvdA
- Jeanne Fortanier-de Wit, oud-Tweede Kamerlid, lid van de VVD
- Hans Gruijters, oud-gemeenteraadslid in Amsterdam, lid van D66
- Dr. Johannes van der Hoeven,  hoogleraar, lid van de PvdA
- Dr. H.J.M. Jeukens, hoogleraar, lid van de KVP
- Mr. J.M. Kan, topambtenaar, partijloos
- Mr. D.H.M. Meuwissen, wetenschappelijk medewerker, lid van de KVP
- Drs. Jan Willem de Pous, oud-minister, voorzitter van de SER, lid van de CHU
- Mr. J.H. Prins, directeur wetenschappelijk bureau ARP, lid van de ARP
- Mr. Ynso Scholten, oud-minister, lid van de CHU
- Dr. D. Simons, hoogleraar, lid van de VVD
- Dr. Bart Verbrugh, partijsecretaris, lid van het GPV
- Ir. Herman Witte, oud-minister, burgemeester, lid van de KVP

Per 12-7-1968 werd Henc van Maarseveen vanwege zijn hoogleraarsbenoeming in Rotterdam als secretaris vervangen door H. Gritter